# Баймурзино (Татарстан)
Байму́рзино (тат. Байморза) — деревня в Кайбицком районе Татарстана, входит в Молькеевское сельское поселение.

## География
Расположена на границе с Чувашией, в 34 км к юго-западу от села Большие Кайбицы.

## История
Основана в XVIII веке чувашами и татарами из села Тугаево (ныне Зеленодольского района РТ). В дореволюционных источниках упоминается также под названиями Киксары (Кайгксары), Эрре. До 1860-х годов жители относились к категории государственных крестьян, по вероисповеданию делились на мусульман и православных. Занимались земледелием, разведением скота. 
В «Списке населенных мест по сведениям 1859 года», изданном в 1866 году, населённый пункт упомянут как казённая деревня Баймурзина (Киксары) 2-го стана Тетюшского уезда Казанской губернии. Располагалась при безымянном ключе, по левую сторону торгового тракта из Буинска в Цивильск, в 78 верстах от уездного города Тетюши и в 25 верстах от становой квартиры во владельческом селе Знаменское (Чипчаги). В деревне, в 40 дворах проживали 215 человек (115 мужчин и 100 женщин).
В начале XX века в деревне функционировали мечеть (1911 г., в 1938 г. здание передано начальной школе), мектеб, церковь (1910 г., закрыта в 1932 г., здание передано клубу и библиотеке, ныне в ветхом состоянии), земское мужское одноклассное училище, женская школа Братства святого Гурия (открыта в 1869 г.), 2 ветряные мельницы, 3 крупообдирки, 3 мелочные лавки. В этот период земельный надел сельской общины составлял 526,2 десятины. До 1920 года деревня входила в Больше-Тоябинскую волость Тетюшского уезда Казанской губернии. С 1920 года в составе Тетюшского кантона ТАССР. С 14 февраля 1927 в Кайбицком, с 19 февраля 1944 в Подберезинском, с 14 мая 1956 в Кайбицком, с 1 февраля 1963 в Буинском, с 4 марта 1964 в Апастовском, с 19 апреля 1991 в Кайбицком районах.
В 1930 году в деревне был организован колхоз. С 1997 года ассоциация фермерских хозяйств «Восход».

## Население
| \| 1859[1] \| 1897[1] \| 1908[1] \| 1926[1] \| 1938[1] \| 1949[1] \| 1958[1] \| \| ------- \| ------- \| ------- \| ------- \| ------- \| ------- \| ------- \| \| 215 \| ↗491 \| ↗761 \| ↘484 \| ↘475 \| ↘367 \| ↘360 \| \| 1970[1] \| 1979[1] \| 1989[1] \| 2002[1] \| 2010[1] \| \| \| \| ↘102 \| ↗261 \| ↘167 \| ↘154 \| ↘132 \| \| \| 100 200 300 400 500 600 700 800 1897 1958 2010 |      |      |      |      |      |      |
| 1859 | 1897 | 1908 | 1926 | 1938 | 1949 | 1958 |
| 215 | ↗491 | ↗761 | ↘484 | ↘475 | ↘367 | ↘360 |
| 1970 | 1979 | 1989 | 2002 | 2010 |      |      |
| ↘102 | ↗261 | ↘167 | ↘154 | ↘132 |      |      |

| 1782 | 2017 |
| ---- | ---- |
| 69   | 135  |

В деревне проживают татары, а часть из них принадлежащие к этнографической группе, называемой «молькеевские кряшены».

## Экономика
Жители преимущественно занимаются полеводством, молочным скотоводством.

## Инфраструктура
Начальная школа (с 1938 г.), клуб, библиотека, фельдшерско-акушерский пункт.